# Classe FTI
FDI (dal francese: Frégates de défense et d'intervention, in italiano: Fregate di difesa e di intervento) – in precedenza FTI (dal francese: Frégate de taille intermédiaire, in italiano: Fregata di taglia intermedia) fino al gennaio 2019 – è la sigla di un programma che identifica una nuova generazione di fregate da 4.000 tonnellate della Marine nationale – in fase di progettazione dal Naval Group (ex DCNS) – e denominate per l'esportazione Belharra (o BELH@RRA®).

Il nome Belharra, scelto dalla DCNS, fa riferimento a Belharra o Belharra-Perdun, un'onda marina che si genera su un alto fondale della costa Basca al largo di Urrugne nel golfo di Biscaglia.

## Storia
Il programma FTI risponde all'esigenza francese, prevista nel Libro bianco sulla Difesa e la Sicurezza nazionale del 2013, di possedere 15 fregate di primo rango. Ora, al 2013 (data di redazione del libro bianco), le fregate di primo rango disponibili e/o in programmazione/costruzione all'orizzonte 2025 erano le 2 della classe Horizon e le 11 classe FREMM, in seguito, nel 2015, il programma FREMM è stato ridotto ad 8 unità; mancano quindi 5 fregate.
Le 5 fregate di secondo rango della classe La Fayette sono state quindi elevate al primo rango, ma queste, anche a seguito di un ammodernamento, restano inferiori alle FREMM; comunque in questo modo il numero di 15 previsto dal Libro bianco è raggiunto.
Tuttavia, in vista della sostituzione delle La Fayette è lanciato il programma FTI, con il quale si prevede sostituire le 5 La Fayette e le 3 FREMM (cancellate nel 2015) con 5 FTI; queste nuove fregate saranno più grandi delle La Fayette e soprattutto maggiormente armate; l'armamento sarà quasi simile a quello delle FREMM, anche se saranno di dimensioni inferiori rispetto a quest'ultime.
Le Frégates de taille intermédiaire riprendono,almeno nelle caratteristiche generali di dimensione e armamento (uno dei design proposti prevedeva una nave prua invertita), il progetto (sempre di DCNS) della Frégate modulaire 400 (FM 400) lanciato nel 2008 e poi abbandonato nel 2011. Le fregate BELH@RRA® sono le discendenti delle fregate furtive de la classe La Fayette. La @ presente nel nome indica la volontà da parte della DCNS di mettere l'accento sulle qualità e le caratteristiche digitali e le sue capacità modulari nei domini della guerra antiaerea, anti-superficie, anti-sottomarino e asimmetrica.

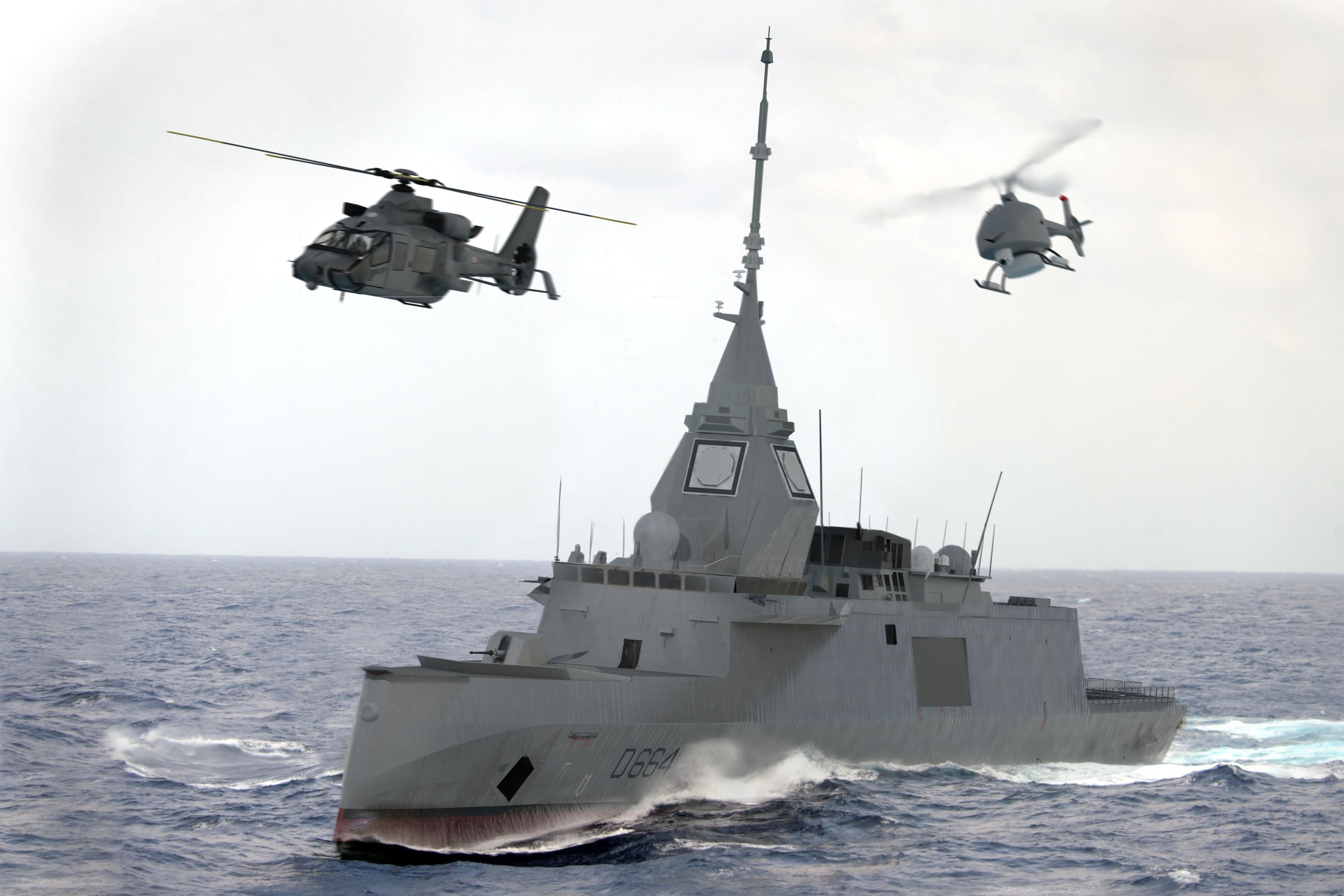

## Descrizione
Le caratteristiche di questa classe di fregate di taglia intermedia sono state illustrate per la prima volta al salone Euronaval 2016 il 18 ottobre 2016; le caratteristiche descritte sono relative alla versione destinata alla Marine nationale; per l'esportazione, la versione Belharra, dotata del sistema CMS scalabile SETIS (usato anche sulle FREMM e le Gowind), permette di modulare il sistema di combattimento, in particolare:
- 1 cannone da 76 mm o da 127 mm;
- CIWS e/o altro armamento a corto raggio;
- 1 VLS Sylver A50 da 16 o 32 celle (compatibile con i missili MICA VL, Crotale NG (VT-1), Aster 15 e 30).

Una caratteristica della nave è lo scafo con la prua invertita (Inverted bow) a campanatura; come nelle vecchie navi corazzate del XIX secolo e poi ripresa negli anni 2000 nel design della classe Zumwalt (che però sono dei cacciatorpediniere da 15 656 LT (15 907 t)).
Queste fregate sono definite di taglia intermedia perché, nella terminologia della marina militare francese, il termine fregata indica una nave che può essere anche di tre dimensioni differenti, corrispondenti a tre diversi tipi di navi secondo la terminologia NATO:
- frégates de premier rang (fregate di primo rango), generalmente navi contraddistinte dal pennant D e classificabili come cacciatorpediniere (Horizon, FREMM, ect.);
- frégates de deuxième rang (fregate di secondo rango), generalmente navi contraddistinte dal pennant F e classificabili come fregate (La Fayette, Floreal, ect.);
- frégates de troisième rang (fregate di terzo rango), generalmente navi contraddistinte dal pennant F o P e classificabili come avvisi, corvette, OPV (d'Estienne d'Orves, Gowind, ect.).

O ancora le FTI possono essere considerate intermedie rispetto alle fregate di primo e di secondo rango. 

Le FTI in termini di dimensioni si collocano nell'ordine seguente:
- classe Horizon : 7 050 t (6 939 long ton; 7 771 short ton);
- classe FREMM : 6 000 t (5 905 long ton; 6 614 short ton);
- Frégate de taille intermédiaire : 4 250 t (4 183 long ton; 4 685 short ton);
- classe La Fayette : 3 600 t (3 543 long ton; 3 968 short ton);
- classe Floreal : 2 900 t (2 854 long ton; 3 197 short ton);
- classe Gowind : 2 500–1 300 t (2 461–1 279 long ton; 2 756–1 433 short ton).

|                       | FTI (Marine nationale) | Belharra (export) |
| --------------------- | --- | --- |
| Dislocamento          | 4 250 t (4 183 long ton; 4 685 short ton) | 4 000 t (3 937 long ton; 4 409 short ton) |
| Lunghezza fuori tutto | 122 m (400 ft) | 121 m (397 ft) |
| Larghezza             | 17,7 m (58 ft) | 17 m (56 ft) |
| Pescaggio massimo     | | |
| Propulsione           | CODAG | CODAG |
| Potenza               | 32 MW (43 508 CV) | fino a 40 MW (54 385 CV) |
| Velocità massima      | 27 kn (50 km/h) | 27–29 kn (50–54 km/h) |
| Autonomia             | 5 000 nmi (9 260 km) a 15 kn (28 km/h) | 5 000 nmi (9 260 km) a 15 kn (28 km/h) |
| Equipaggio            | 115+15 uomini | 145–165 uomini |
| Elettronica           | CMS DCNS SETIS Comunicazioni Thales Aquilon Radar AESA Thales Sea Fire 500 Sonar di scafo Thales Kingklip Mark 1114 Sonar rimorchiato Thales CAPTAS-4 compact ESM Thales SENTINEL Intercettore radar RESM Intercettore radio CESM | |
| Armamento             | 1 cannone Otobreda da 76 mm 2 cannoni a corto raggio da 20 mm NARWHAL sistema VLS a 16 celle A50 (Aster 30) 8 missili anti-nave (Exocet MM40) sistema 2×2 di lancio di siluri (MU-90) 2 ASM decoy                                 | 1 cannone da 76 mm o da 127 mm CIWS e/o altro armamento a corto raggio sistema VLS fino a 32 celle missili superficie-superficie (antinave) sistema di lancio siluri (antisommergibile) . |
| Mezzi aerei           | 1 elicottero da max 10 t. (Panther o NH90 NFH) e 1 APR di medie dimensioni | 1 elicottero da max 10 t. (Panther o NH90 NFH) e 1 APR di medie dimensioni |
| Mezzi nautici         | 1 ECUME + 1 EDO | 1 ECUME + 1 EDO |

## Utilizzatori
| Matricola        | Nome             | Impostazione     | Varo             | EIS              |
| Marine nationale | Marine nationale | Marine nationale | Marine nationale | Marine nationale |
| ---------------- | ---------------- | ---------------- | ---------------- | ---------------- |
|                  | FTI (1)          | (2019)           |                  | (2025)           |
|                  | FTI (2)          |                  |                  | (2026)           |
|                  | FTI (3)          |                  |                  | (2027)           |
|                  | FTI (4)          |                  |                  | (2028)           |
|                  | FTI (5)          |                  |                  | (2029)           |